# Odes Modernas
Odes Modernas é um livro de poesias escrito por Antero de Quental e publicado em 1865.
Esta obra, juntamente com o livro "A Dignidade das Letras e as Literaturas Oficiais" publicado no mesmo ano, estiveram implicados na Questão Coimbrã com António Feliciano de Castilho.
Em 1875, Antero publica a segunda edição de Odes Modernas, que mais tarde veio a ser traduzido para a língua francesa com o título "Tourment de l'idéal".